# Zespół Szkół Ogólnokształcących nr 10 ở Gliwice
Zespół Szkół Ogólnokształcących nr 10 - một trường công bao gồm I Liceum Ogólnokształcące im. Edwarda Dembowskiego (trung học) và Gimnazjum nr 14 (trung học cơ sở), nằm trên đường Zimnej Wody ở Gliwice, Ba Lan.

## Tòa nhà của trường học
Đầu thế kỷ 20 là thời điểm phát triển nhanh chóng của thành phố Gliwice. Số lượng cư dân ngày càng tăng tạo ra nhu cầu thành lập một tổ chức giáo dục mới, nơi sẽ tiếp nhận học sinh từ các trường khác ở Gliwice, nơi có quá nhiều học sinh. Công việc xây dựng bắt đầu vào ngày 11 tháng 8 năm 1913 và được dựa trên dự án của Wilhelm Kranz. Tuy nhiên, các công trình đã phải tạm dừng do lũ sông Kłodnica kéo về gây ngập lụt. Trên thực tế, những nỗ lực lớn được thực hiện để bảo vệ nền móng của tòa nhà cho phép nó được hoàn thành vào năm 1915 như kế hoạch trước đó. Tổng chi phí lên tới 400 000 marks (khoảng $ 290 000). Sau chiến tranh thế giới thứ hai, năm 1949, 755 học sinh bắt đầu học ở trường tiểu học và trung học, và từ năm 1976, I Liceum Ogólnokształcące được thành lập vào ngày 1 tháng 9 năm 1949 và cùng với một trường tiểu học cung cấp hoạt động giáo dục cho 755 học sinh. Từ năm 1976, I LO hoạt động riêng lẻ cho đến năm 2001 khi chính quyền của Gliwice quyết định kết nối nó với Gimnazjum nr 14, giờ đây cùng nhau tạo thành ZSO nr 10.

## Học phí
ZSO nr 10 là một trong số ít các trường ở Ba Lan chú trọng đến giáo dục định hướng quốc tế trong hệ thống Chương trình tú tài quốc tế :
- kể từ năm 2008, Gimnazjum nr 14 cung cấp dịch vụ dạy kèm song ngữ, với tiếng Anh là ngôn ngữ hàng đầu; có kế hoạch giới thiệu chương trình tú tài quốc tế vào tháng 9 năm 2014
- vào năm 2010, I LO được Tổ chức tú tài quốc tế ủy quyền và cho phép sinh viên tham gia chương trình văn bằng tú tài quốc tế

Trường cũng đào tạo sinh viên theo chương trình giảng dạy Ba Lan và học phí cho các chuyên ngành trong các lĩnh vực khác nhau (tập trung vào toán học và vật lý, toán học và địa lý, luật và kinh tế, và y học).